# کاپدپرا ۱۴۰۹۷
سیارک ۱۴۰۹۷ (به انگلیسی: 14097 Capdepera، نامگذاری:1997PU4) چهارده هزار و نود و هفتمین سیارک کشف شده‌است که در ۱۱ اوت ۱۹۹۷ کشف شد.
قدر مطلق سیارک برابر ۱۴٫۱۰ است.